# Pașcani
Pașcani là một đô thị thuộc hạt Iași, România. Dân số thời điểm năm 2002 là 42172 người.